# Nuevo Mocupe
Nuevo Mocupe es un pueblo ubicado en el distrito de Lagunas en la provincia de Chiclayo, departamento de Lambayeque.

## Demografía
En el 2017 contaba con una población de 2 202 habitantes por lo que es la seguna localidad más poblada del distrito después de Mocupe.